# .su
.su је био највиши Интернет домен државних кодова (ccTLD) за СССР, чак и након престанка постојања Совјетског Савеза овај НИД је и даље у употреби, а администратор домена је Руски институт за јавне мреже. ICANN настоји да угаси овај домен, али због лобирања са руске стране то још увек није учинио.
Због велике потражње регистрација под .su доменом је настављена.
Према информацијама Руског института за јавне мреже до 4. октобра 2009. регистровано је 82444 